# 江別市立大麻泉小学校
江別市立大麻泉小学校（えべつしりつおおあさいずみしょうがっこう）とは、北海道江別市大麻泉町にある市立の小学校である。1978年（昭和53年）4月1日設立。

## 校区
大麻泉小学校の校区は以下の通りである。
- 野幌松並町（33番地）
- 野幌末広町（39番地-41番地）
- 野幌住吉町（38番地-40番地）
- 元野幌（227番地-232番地、304番地-306番地、375番地、441番地、708番地-712番地、742番地、747番地-748番地、751番地、753番地-756番地、803番地-804番地、853番地-855番地、857番地-862番地、1120番地）
- 野幌美幸町（33番地-36番地、39番地-40番地）
- 大麻（688番地、690番地-699番地、711番地-712番地、754番地-762番地、811番地-816番地、866番地、868番地、1120番地-1121番地、1188番地、1219番地）
- 文京台緑町（569番地、580番地-583番地、585番地-590番地）
- 大麻北町（1番地-521番地の28、521番地の35-全域、522番地、523番地の2-7、523番地の47-53、523番地の138-全域）
- 大麻栄町
- 大麻新町
- 大麻泉町

## 教育目標等
2024年度（令和6年度）現在の教育目標等は以下の通りである。
- やさしさいっぱい大麻泉の子
  - 思いやりのある子ども（心）
  - 進んで考える子ども（知）
  - 明るく元気な子ども（体）

- めざす姿
  - 進んで考え、共に学び合う子ども
  - やさしい心で助け合う子ども
  - 明るく元気に鍛え合う子ども

## 教育活動
特色のある教育活動として、以下のものが挙げられる。
小一貫教育の取組
- 小学校への乗り入れ指導
- 相互の授業参観
- 中学校登校日（体験授業）
- 部活動体験
- 体力テストの合同実施
- 文化的行事・作品の交流

地域一体型・学校顔づくり事業
- 特別支援学級（みずほ学級）との交流や地域の方をゲストティーチャーに招いての学習等、人とのふれあいを通して学びを深める実践を積む。

- 友達や地域の方と協力しながら花壇づくりを行い、「お世話」を日常的な学級活動に位置づける。豊かな情操を養う実践を積む。

- 学校に程近い「レンガ工場見学」を切り口として、「土器づくり」を体験。地域の方のサポートを受けながら、手作りの窯で土器を完成させる。これら一連の体験を通して、脈々と受け継がれている江別文化を学んでいる。
- 「田植え・稲刈り」から「調理」まで作ることから食べることまでが一体となった体験学習を展開。米作りに関するテーマを一人ひとりの児童が設定し、子ども自身の興味や関心を活かした追究活動を推し進めている。
- 特別支援学級児童との交流や異学年同士、地域の方とふれあう教育活動を重視し、豊かな心の育成を進めている。

## 児童数・学級数
| 学年   | 1年生 | 2年生 | 3年生 | 4年生 | 5年生 | 6年生 | 特別支援 | 計  |
| ------ | ----- | ----- | ----- | ----- | ----- | ----- | -------- | --- |
| 学級数 | 2     | 2     | 2     | 2     | 2     | 2     | 4        | 16  |
| 児童数 | 49    | 55    | 59    | 53    | 36    | 47    | 15       | 314 |

（2024年（令和6年）5月1日現在）

## 歴史

### 沿革
学校の沿革は以下の通りである。
- 1977年（昭和52年）11月 - 校名決定。
- 1978年（昭和53年）04月 - 開校。
- 1983年（昭和58年）02月 - 米国グレシャム市ハイランド小学校と姉妹校の盟約。
- 2001年（平成13年）04月 - 弱視学級開設。
- 2022年（令和4年）004月 - 病弱学級開設。

## 所在地
大麻泉小学校の所在地は以下の通りである。
- 郵便番号：069-0864
- 所在地：北海道江別市大麻泉町27